# Cícero (tipografía)

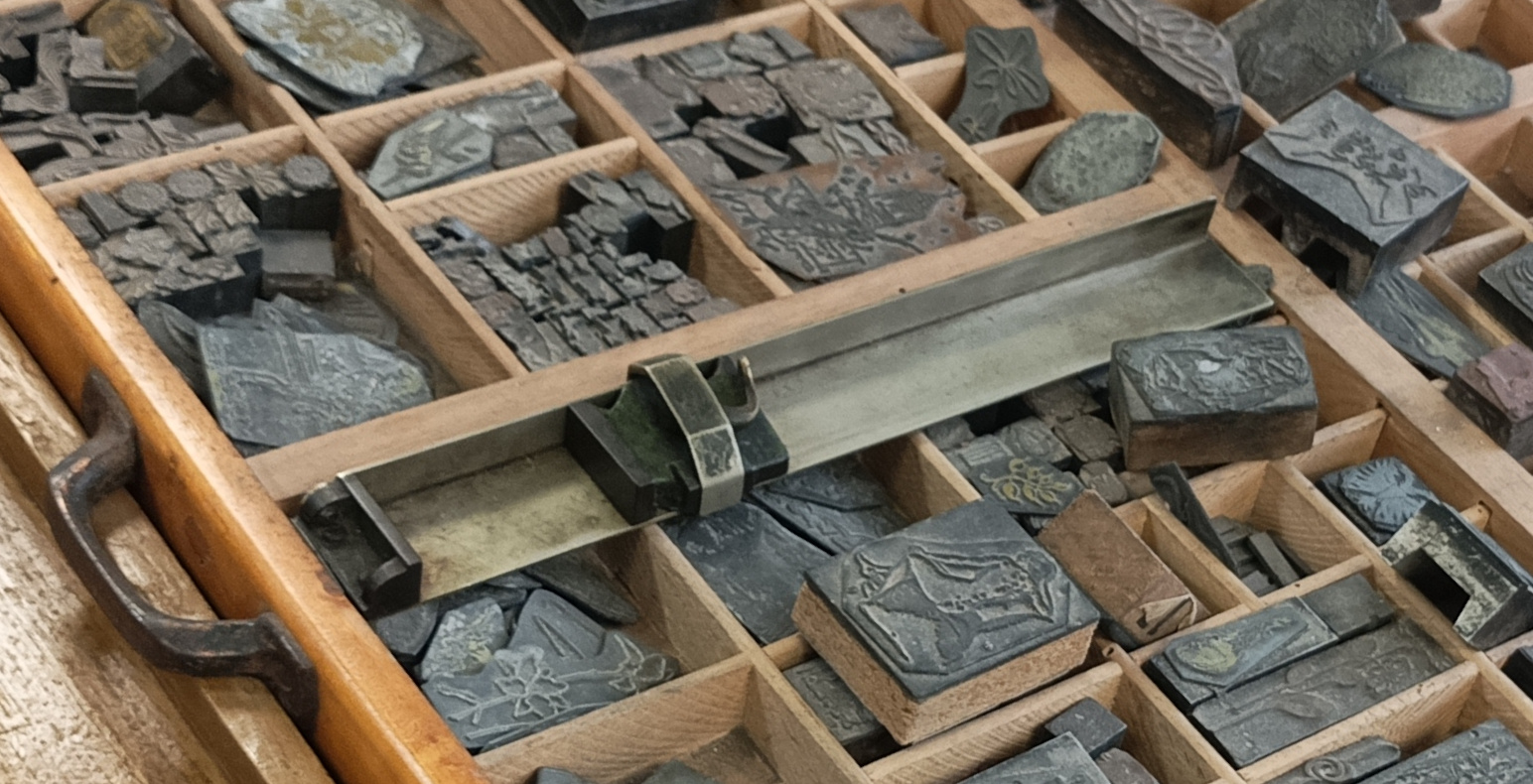
Componedor, sobre una caja llena de tipos, de la Antigua Imprenta Sur.

Cícero es una unidad de  medida tipográfica que equivale a cerca de los 12 puntos tipográficos equivalente a 4,5126 mm en el Punto Didot; que suele ser la que rige tradicionalmente todo el material de imprenta en España y en otros países de la Europa continental. El nombre proviene de Cicerón, ya que a ese tamaño se habían impreso sus Epistolae ad familiares, por Juan y Vendelino de Espira en Venecia en 1469 (ver Cícero (grado) en el artículo Lectura (tipografía) ).
Esta medida no se encuentra internacionalmente unificada. En Estados Unidos, así como en buena parte de los países hispanoamericanos, se utiliza la pica y, aunque también se divide en 12 puntos, es algo menor y equivale a 4,2177 mm. En el sistema Fournier, que nunca llegó a conformarse como un estándar en la industria tipográfica, tiene también 12 puntos pero mide 4,20 mm y en la Imprenta Real de Turín en Italia mide 4,776 mm.
Para la medición de tipos se emplea un instrumento llamado tipómetro.

## Historia

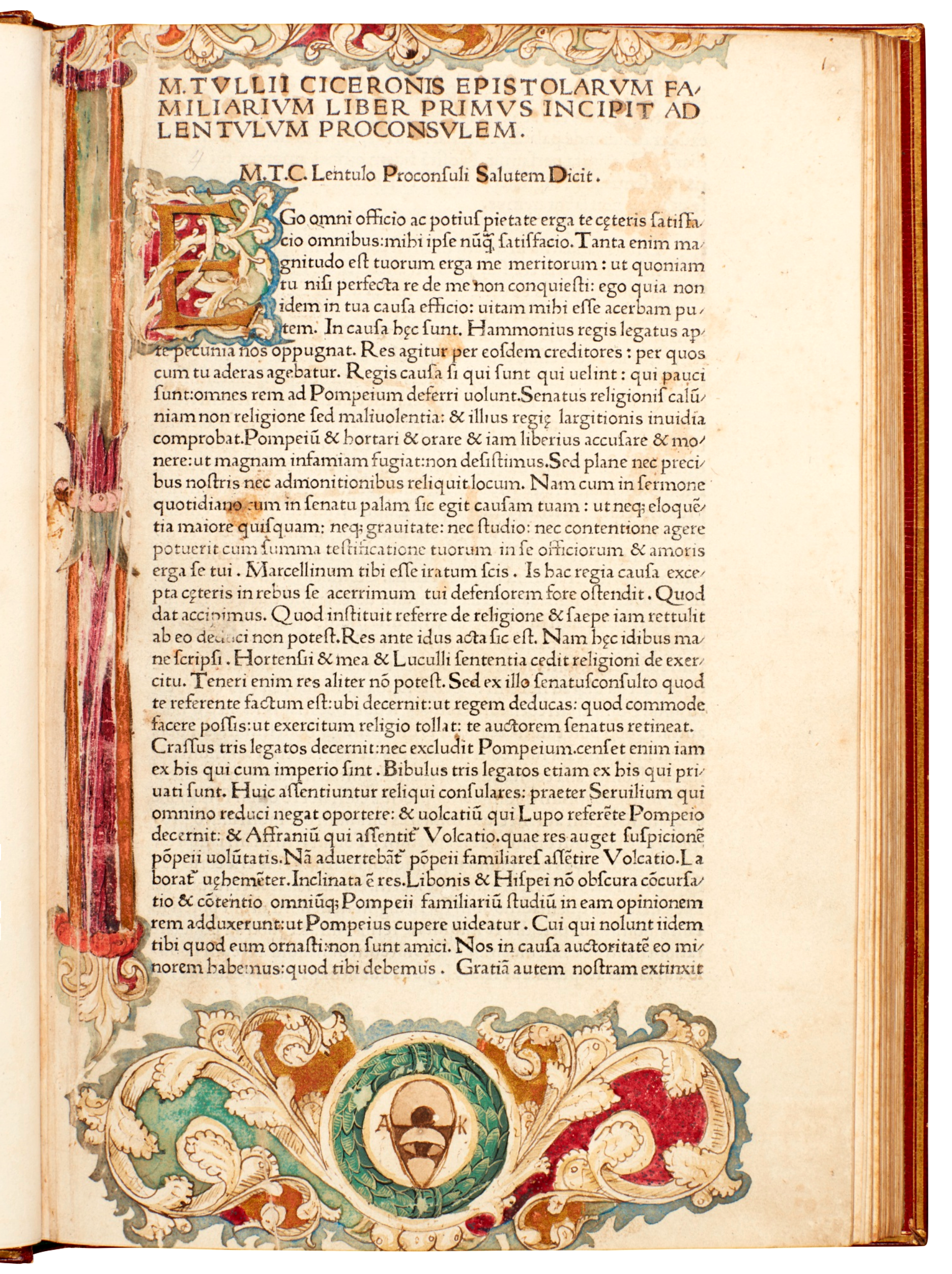
Primera página de la edición de las Epistulae ad familiares de Cicerón, reimpresa por Wendelinus de Spira (Venecia, 1471) a un cuerpo de cerca de 12 puntos.

La idea de una unidad de medida tipográfica encuentra sus antecedentes en las propuestas de Sébastian Truchet. Luego, Pierre Simon Fournier en 1737, se basó en la letra de 12 puntos o cícero. De ahí deriva el nombre. El sistema fue perfeccionado algunos años después por François-Ambroise Didot. A diferencia de Fournier, Didot no se basó en ninguna letra existente, sino en el nonio o pie de rey. Estableció que 72 cíceros equivalían a un pie de rey y 12 puntos Didot a 13 puntos Fournier.
A lo largo de la historia se han usado tres tipos distintos de picas:
- La pica francesa de 12 puntos Didot, también denominada cícero, mide generalmente: 12 x 0,376  =  4,512 mm o unas 0,177638 pulgadas.

- El sistema angloamericano usa un punto de 3,1459240943 pulgadas (1/72,27 pulgadas). Por lo tanto una pica son 0,66044 pulgadas (4,2175 milímetros).

- La pica de computadoras se define como 1/72 del pie compromiso anglosajón de 1959, es decir: 4,233 mm ó 0,166 pulgadas. Esta pica fue promovida por el PostScript de Adobe Systems y domina actualmente tanto la industria de impresión como las computadoras personales.